# Terebești (gmina)
Terebești – gmina w Rumunii, w okręgu Satu Mare. Obejmuje miejscowości Aliza, Gelu, Pișcari i Terebești. W 2011 roku liczyła 1750 mieszkańców.